# Sint-Germanuskerk (Kersbeek)

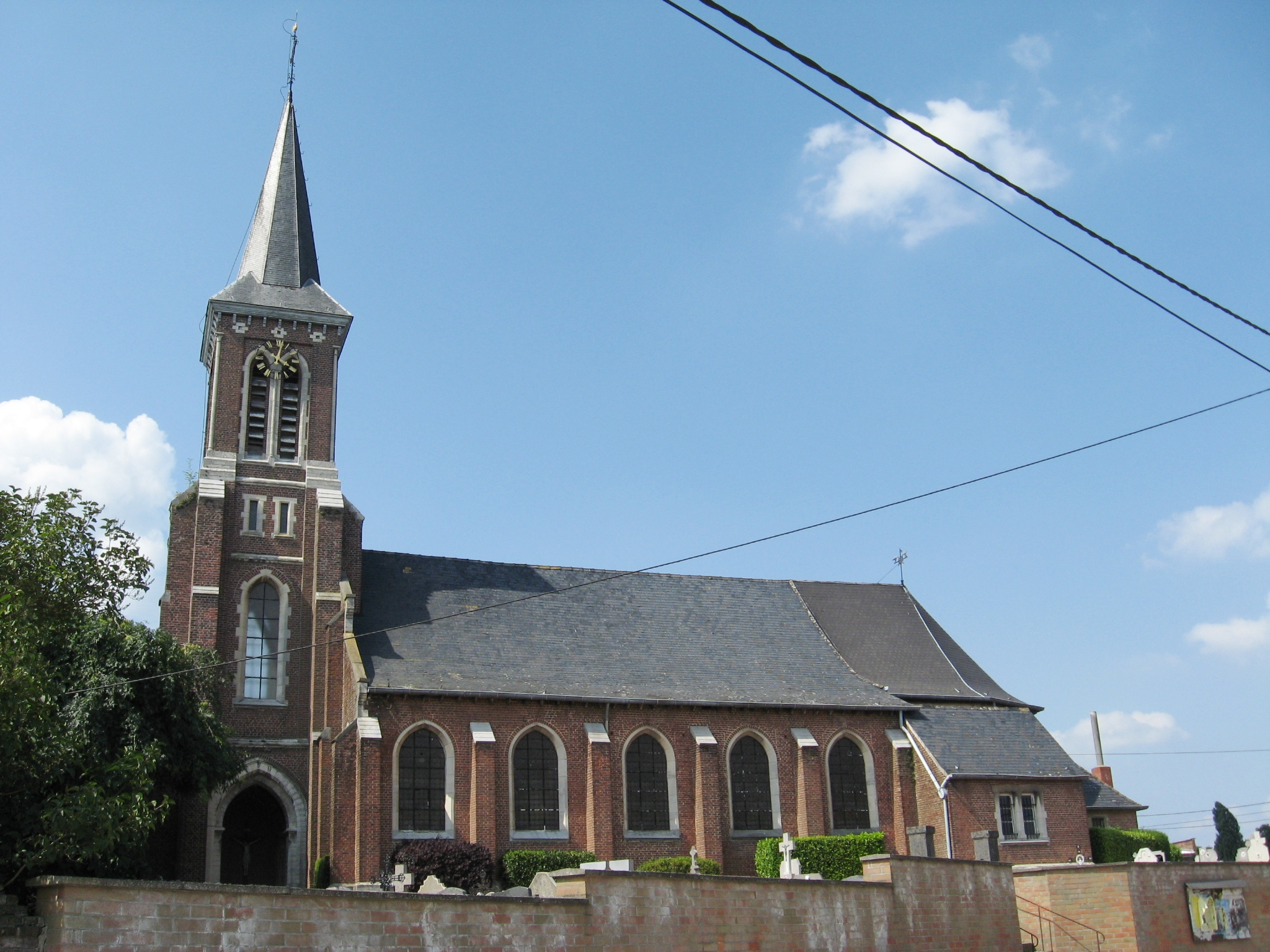
Sint-Germanuskerk

De Sint-Germanuskerk is de voormalige parochiekerk van de tot de Vlaams-Brabantse gemeente Kortenaken behorende plaats Miskom, gelegen aan Kerkstraat 2.

## Geschiedenis
Al in de 13e eeuw zou Miskom een kapel hebben bezeten die afhankelijk was van het Sint-Lambertuskapittel te Luik. In 1785 werd de kerk gedeeltelijk herbouwd en vergroot. In 1874-1877 werd de kerk uitgebreid naar ontwerp van Louis van Arenbergh. De kerk werd daartoe naar het westen vergroot en er werd een nieuwe toren gebouwd.
Begin jaren '70 van de 20e eeuw kwam de kerk leeg te staan. Sloopplannen werden verijdeld. In 2014 werd het Museum voor Volksdevotie in de kerk gehuisvest.

## Gebouw
De bakstenen kerk bezit een laatgotisch koor van omstreeks 1600 en een driebeukig schip. De voorgebouwde toren heeft vier geledingen.
De kerk staat op een verhoging en wordt omringd door een kerkhof.

## Interieur
De twee barokke zijaltaren zijn van 1643: een Sint-Wivina altaar en een Onze-Lieve-Vrouwe altaar. Het hoofdaltaar is van 1654. Het roodmarmeren doopvont is uit de 18e eeuw.